# Béla IV av Ungern

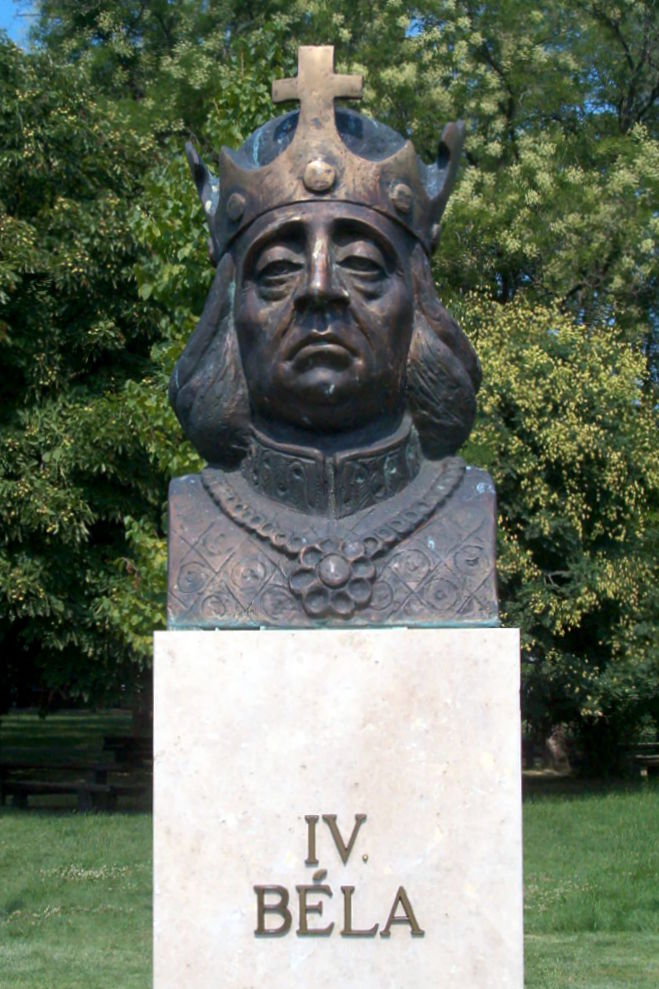
Byst av Béla IV i Nationalhistoriska minnesparken (Ungern).

Béla IV, född 1206 i Pozsony (nuförtiden Bratislava), död 3 maj 1270 i Buda, var kung av Ungern och Kroatien 1235–1270. Han var son till Andreas II.

## Regering
Béla IV blev kung 1235 och från 1214 bar han titeln "den unge kungen" (på ungerska: az ifjú király), men på grund av sina motsättningar till sin fars politik måste han tillbringa en tid i Österrike. När Béla kom hem återvann han några tidigare kungliga landområden från högadeln. Han stödde också den italienska och tyska immigrationen och dessa folks strävanden att etablera städer.
På 1230-talet inbjöd han kumaner som flydde från mongoliska tatarer ledda av Batu khan till landet. Fientligheter utbröt dock mellan de kumanska och ungerska folken och kumanerna fortsatte till Bulgarien. De återvände först efter en tatarisk invasion av Ungern, varefter de fick privilegier av Béla.

### Den tatariska invasionen
De mongoliska tatarerna kom till Ungern 1241 med fem arméer. Ungrarna led förintande nederlag vid Muhi den 11 april 1241. Kungen måste fly, först till Österrike och därefter till Dalmatien. Under tiden plundrade de tatariska trupperna Ungern. Batu återvände hem, när han erfor, att khan Oktaj (Ögödej) hade dött.

### Bélas politik efter tatarinvasionen
De utländska invandrarna spelade en mycket viktig roll i återuppbyggandet av Ungern. Béla uppmuntrade invandring med privilegier och nykomlingarna medverkade i hög grad till återuppbyggandet av städerna, som Buda, Esztergom och Fehérvár. Det var bestämt att nya städer skulle skyddas med stenmurar. På grund av fattigdom saknades sådana, vilket blev en orsak till att tatarerna kunde förstöra så mycket.
Béla såg inte mera västerut för att sluta förbund, utan österut, och slöt en förbundspakt med fursten av Galizien. Han stärkte i sin lagbok från 1267 rättigheterna hos de "kungliga tjänarna", det vanliga folket. Han skapade ett länssystem (länen kallades királyi vármegye på den tiden), som användes fram till 1700-talet. Politiken efter tatarinvasion medförde att högadeln (på ungerska: "bárók") blev starkare.

### Konflikt med sonen och adeln
Den rebelliska adeln, kumanerna och andra oppositionselement mot kungen fann en medelpunkt och anförare i Bélas son, Stefan V. Fadern gav till sist sonen Rumänien och Transsylvanien som nästan självständiga herradömen, men det blev ändå ingen riktig fred. Med knapp nöd kunde öppet krig undvikas. Kungamakten miste nu nästan all myndighet över den trotsiga adeln, som i ett fördrag år 1262 fick frihet att ansluta sig till antingen fadern eller sonen. Biskoparna skulle vaka över och garantera freden och blev på så sätt ställda som domare över de båda kungarna i de mest brännande frågorna. Till slut fann sig kung Béla nödsakad att be påven att skrämma den obändige sonen med kyrkans straff. Dock ledde inte detta till att ordningen återställdes, utan istället utsträcktes påvens makt över landet med dess vidsträckta andliga områden, till stor skada för kungadömet.
Adeln utnyttjade förhållandena till sin fördel då den på riksdagen 1267 vältrade alla bördor över på sina underlåtande. Man till och med upphävde kungens rätt att dra in län till kronan efter att de släkter som innehaft dem utslocknat. På samma drog sig den rikt utrustade ungerska kyrkan ur alla plikter mot staten, vilket gjorde att en god del av kyrkans inkomster inte förbrukades inom landet utan fördes till Rom. Alltså vilade nästan alla statens bördor på kronodomänernas fattiga bönder och städernas borgare.

### Utrikespolitik
Efter att huset Babenberg dött ut i det Tysk-romerska riket, var huset Árpád och det tjeckiska huset Přemyslid rivaler om makten över Mellaneuropa. Ungerska bundsförvanter var familjerna Piast från Kraków (Polen), Rurik från Galizien, samt några familjer från Balkan (bl. a. Uroš, en serbisk kung).
Kriget slutade 1254 med fredsavtal i Buda, varigenom Béla uppnådde, att hans son, Stefan (István), skulle bli steiersk (idag i södra Österrike) prins. Österrike delades mellan Árpáderna och Premyslerna. Men freden varade inte länge, ty 1260 utbröt ett andra krig, som Ottokar II Premysl vann. Ottokar fick Kunigundas, Bélas dotterdotters, hand.

## Efter Béla IV
Béla IV kallas också "den andre som tog landet i besittning", eftersom han byggde upp hela landet efter tatarinvasionen. (Árpád var fursten, som ledde det ungerska folket till landet som idag kallas Ungern, därför är Árpád "den förste som tog landet i besittning", och Béla den andre). Under perioden efter 1242 hade Béla ett mycket utvecklat regeringssystem.

## Familj
Bela IV gifte sig 1218 med Maria Laskarina av Nicaea, dotter till Theodor I Lascaris. Bela tvingades på grund av stridigheter med sin son Stefan V dela det ungerska kungariket.
Barn:
- Stefan V av Ungern född ca 1240
- Heliga Kinga, helgon i Romersk-katolska kyrkan
- Heliga Margareta, helgon i Romersk-katolska kyrkan
- Saliga Jolanta, beatificerad av Romersk-katolska kyrkan, mormor till Elisabeth av Polen
- Elisabeth, hustru till Henrik XIII av Bayern
- samt ytterligare en son och fem döttrar

### Fotnoter
1. ↑  läs online, pantheon.world , läst: 9 oktober 2017.[källa från Wikidata]
2. ↑  Zsuzsa Gáspár & Jenő Horváth, Jenő Horváth & Zsuzsa Gáspár (red.), Királyok könyve, Officina Nova, Officina Nova, 19971997, s. 48, ISBN 963-548-580-8.[källa från Wikidata]
3. ↑  The Peerage person-ID: p11413.htm#i114127, läst: 7 augusti 2020.[källa från Wikidata]
4. 1 2 3  Darryl Roger Lundy, The Peerage.[källa från Wikidata]
5. 1 2 3  Hildebrand, Hans; Hjärne, Harald; Pflugk-Harttung, Julius von. ”230 (Världshistoria / Medeltiden)”. runeberg.org. https://runeberg.org/vrldhist/2/0258.html. Läst 27 juni 2021.